# Jovanka Radičević
Jovanka Radičević, född 23 oktober 1986 i dåvarande Titograd (nuvarande Podgorica) i SFR Jugoslavien, är en montenegrinsk handbollsspelare (högersexa).

## Klubblagskarriär
Jovanka Radičević spelade spela för den montenegrinska klubben ŽRK Budućnost, med vilken hon vann det nationella mästerskapet och cupen flera gånger. Internationellt vann hon cupvinnarcupen i handboll med Budućnost 2006 och 2010. Sommaren 2011 undertecknade hon ett spelarkontrakt med Győri ETO KC.  Med Győri ETO KC vann hon ungerska mästerskapet 2012 och 2013 och ungerska cupen 2012. Säsongen 2011–2012 nådde Radičević och Győri finalen i Champions League, men hennes tidigare klubb ŽRK Budućnost Podgorica vann finalen. En säsong senare vann hon Champions League med Győri. Från sommaren 2013 spelade Radičević för den makedonska klubben ŽRK Vardar, med vilken hon vann makedonska mästerskapet 2014, 2015, 2016, 2017 och 2018, samt makedonska cupen 2014, 2015, 2016, 2017 och 2018.  Säsongen 2018-2019 hade hon kontrakt med den rumänska klubben CSM Bukarest, med vilken hon vann den rumänska cupen.  Hon återvände sedan till ŽRK Budućnost.  Med Budućnost vann hon den nationella dubbeln 2020 och 2021. Säsongen 2021–2022 hade Radičević kontrakt med den turkiska klubben Kastamonu GSK, med vilken hon vann både det turkiska mästerskapet och den turkiska cupen. Sedan sommaren 2022 har Radičević haft kontrakt med den slovenska klubben RK Krim. I december 2022 blev hon den spelare som gjort flest mål i i EHF Champions League.

## Landslagskarriär
Radičević har spelat i Montenegros handbollslandslag under 16 år. Sommaren 2012 deltog Radičević med Montenegro vid de olympiska spelen i London, där hon vann silvermedaljen. I december samma år vann hon EM-titeln med Montenegro. Vid denna turnering valdes hon för första gången ut i All-Star-Team. Hon deltog också i OS 2016 i Rio de Janeiro, och i OS 2020 i Japan. Radičević, bar, tillsammans med vattenpolospelaren Draško Brguljan,  den montenegrinska fanan vid öppningsceremonin vid sommar-OS 2020. Vid VM 2015 och 2019 blev hon också uttagen i All Star Team.
Vid EM 2022 valdes hon ut i All-Star-Team. Med Montenegro vann hon bronsmedaljen genom seger över Frankrike i sin sista landskamp i karriären. Hon har spelat 194 landskamper för Montenegro och gjort 1111 mål.

## Individuella utmärkelser
- All-Star Team vid EM: 2012, 2020, 2022[10]
- All-Star Team vid VM: 2015, 2019
- All-Star Team EHF Champions League: 2014, 2016, 2019, 2020
- Skytteligavinnare EHF Champions League 2020